# Squaliolus
Squaliolus è un genere di squali squaliformi della famiglia dei Dalatiidi.

## Specie
- Squalo pigmeo occhiopiccolo, Squaliolus aliae (Teng, 1959)
- Squalo pigmeo spinoso, Squaliolus laticaudus (Smith e Radcliffe, 1912)